# Muzeum Regionalne w Świebodzinie
Muzeum Regionalne w Świebodzinie – muzeum z siedzibą w Świebodzinie. Placówka jest miejską jednostką organizacyjną, a jej siedzibą są pomieszczenia świebodzińskiego ratusza. 
Muzeum powstało w 1971 z inicjatywy Towarzystwa Przyjaciół Ziemi Świebodzińskiej. Nie była to pierwsza tego typu placówka w mieście – w latach 1903–1945 istniały zbiory miejskie, przekształcone w latach 30. XX wieku w Muzeum Lokalne. Kolekcja uległa rozproszeniu podczas II wojny światowej.
Placówka zajmuje sześć sal budynku, w których zorganizowano dwie wystawy stałe:
- „Przyroda Ziemi Lubuskiej”, ukazująca miejscowe bogactwo flory i fauny,
- „Historia miasta i regionu”, zawierająca eksponaty związane z historią miasta i regionu, począwszy od średniowiecza po lata odbudowy Świebodzina po II wojnie światowej. Na wystawie prezentowane są m.in. militaria, numizmaty, dawne mapy, pamiątki związane z dawnym rzemiosłem (sukiennictwo, browarnictwo) oraz zbiory sztuki (rzeźba, malarstwo).

Od 1986 roku istnieje możliwość podziwiania panoramy miasta z ratuszowej wieży.
Muzeum jest obiektem całorocznym, czynnym codziennie. Wstęp jest płatny.